# فيصل بن راشد بن عيسى آل خليفة
الشيخ فيصل بن راشد بن عيسى آل خليفة ، نائب رئيس المجلس الأعلى للبيئة ونائب رئيس الهيئة العليا لنادي راشد للفروسية وسباق الخيل بمملكة البحرين وهو الأبن الثالث للشيخ راشد بن عيسى آل خليفة.

## عن حياته
الشيخ فيصل بن راشد هو الإبن الثالث للشيخ راشد بن عيسى آل خليفة
في 19 مارس 2013 عُين رئيساً للاتحاد الملكي للفروسية وسباقات القدرة وشغل المنصب حتى 5 نوفمبر 2019
وفي 10 مارس 2011 صدر مرسوماً بتعينه نائباً لرئيس الهيئة العليا لنادي راشد للفروسية وسباق الخيل وشغل المنصب حتى 20 أبريل 2014 
وفي 11 أبريل 2016 صدر مرسوماً بتعينه نائباً لرئيس المجلس الأعلى للبيئة 
وفي 1 أغسطس 2019 صدر أمر ملكي بإعادة تشكيل المجلس الأعلى للشباب والرياضة حيث عُين عضواً في المجلس 
وفي 28 يناير 2021 عُين نائباً لرئيس الهيئة العليا لنادي راشد للفروسية وسباق الخيل 

## حياته العائلية
متزوج وله من الأبناء:
- الشيخ عيسى